# 薩珊藝術

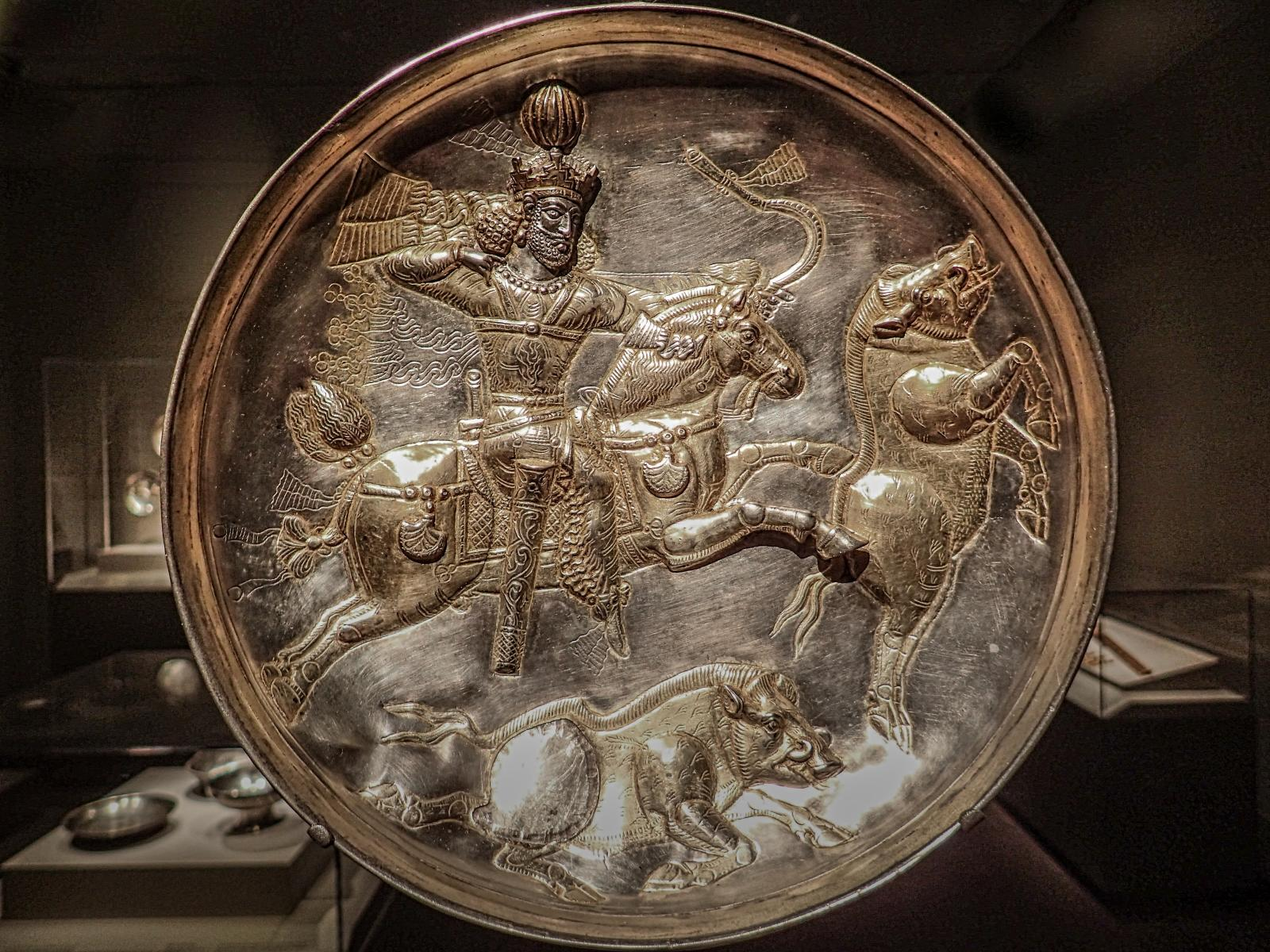
沙阿狩獵的場景，是薩珊王朝金屬製品中最典型的藝術主題之一

薩珊藝術（‎）在公元3世紀至7世紀期間於薩珊王朝統治下產生，一直持續到大約公元651年波斯被穆斯林征服為止。公元224年，當最後一任帕提亞帝國國王阿爾達班四世被薩珊王朝創始者阿爾達希爾一世擊敗後，歷任薩珊王朝君主持續統治伊朗、伊拉克的大部分土地長達四百多年的時間，有時黎凡特、安納托利亞的大部分地區，以及埃及和阿拉伯半島的部分地區也被納入薩珊王朝的疆域。薩珊王朝可說是開啟了伊朗和美索不達米亞的新紀元，就許多方面而論，薩珊王朝明顯立基於阿契美尼德帝國傳統的基礎上進一步發展，當時的藝術作品亦是如此，除此之外，薩珊藝術也受到中國以及地中海地區藝術的部分影響。
薩珊王朝倖存至今的藝術作品，以建築、浮雕和金屬製品為大宗，其他尚有在當時大量生產的繪畫作品也留存了下來。岩石浮雕的留存數量遠遠超過石膏浮雕，今日薩珊時期的石膏浮雕僅有部分碎片倖存。雖然薩珊藝術的獨立式雕塑比起帕提亞藝術要少得多，但沙普爾一世巨像卻是個獨特的例外，該雕像是由生長在洞穴中的天然石筍雕刻而成，在相關歷史文獻中提到另有其他國王的巨大雕像，但現今已消失無蹤。時至今日，部分建造於薩珊王朝時期的重要岩石浮雕，以及包括大型主題場景在內，帕提亞建築中重要的粉饰灰泥傳統裝飾皆得以延續下來。
倖存的薩珊王朝藝術大多描繪宮廷和騎士的場景，其風格宏偉而壯麗，反映出東羅馬帝國使節所記錄下薩珊宮廷令人目眩神迷的奢華生活。薩珊統治者的形像在許多現存的作品中，占據相當大的比重，儘管沒有一件像沙普爾一世巨像那麼龐大。打獵和戰鬥的場景，以及穿著輕便的舞女和藝人特別受到歡迎。而儘管帕提亞藝術在構圖上，更為偏愛正面視圖的表現形式，但薩珊藝術的敘事表現形式特點，則通常以側面或四分之三視圖來顯示人物，正面視圖出現的次數較低。

## 圖集

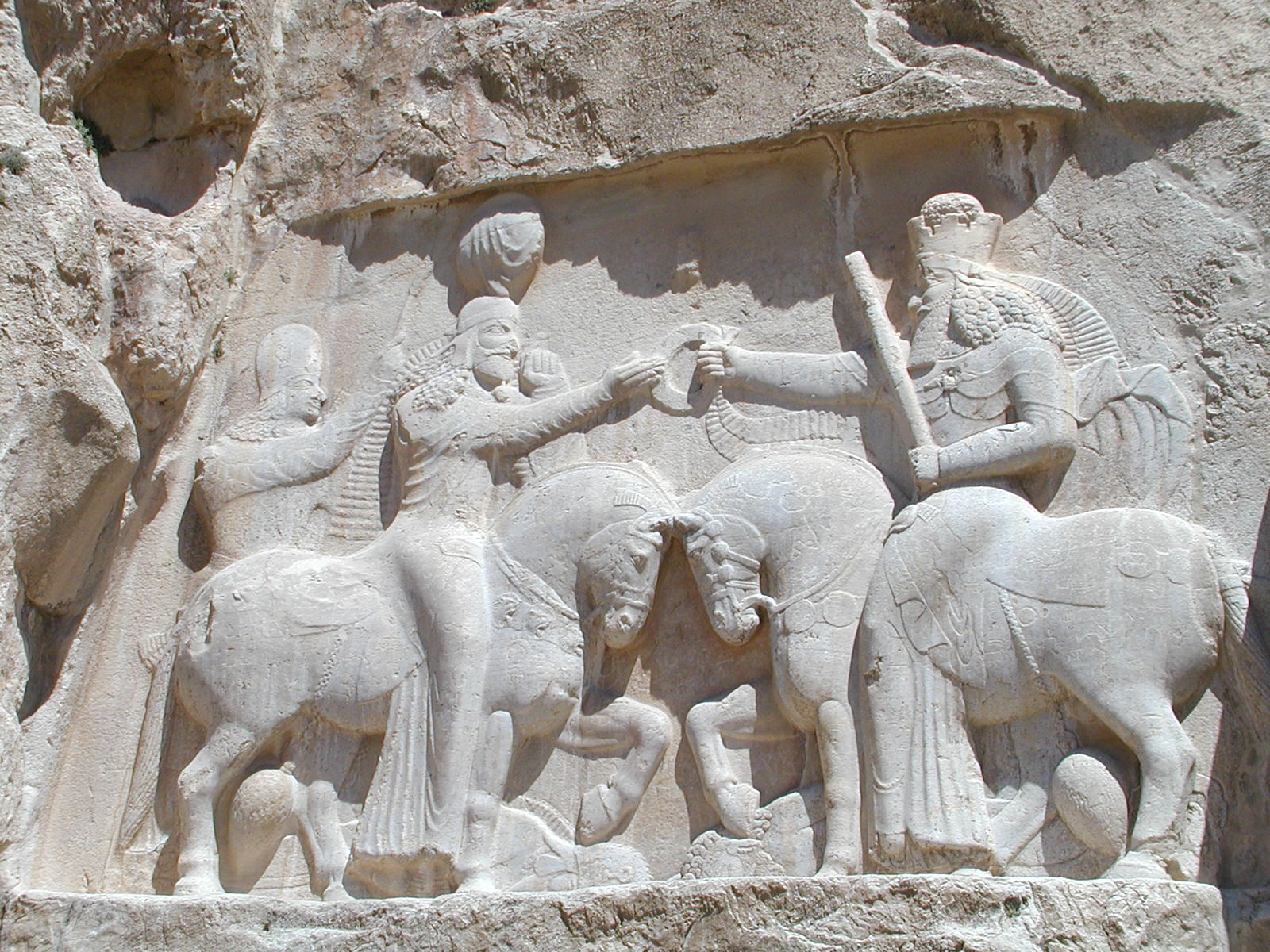
描繪阿爾達希爾一世從阿胡拉·馬茲達手中接過力量之戒的薩珊岩石浮雕
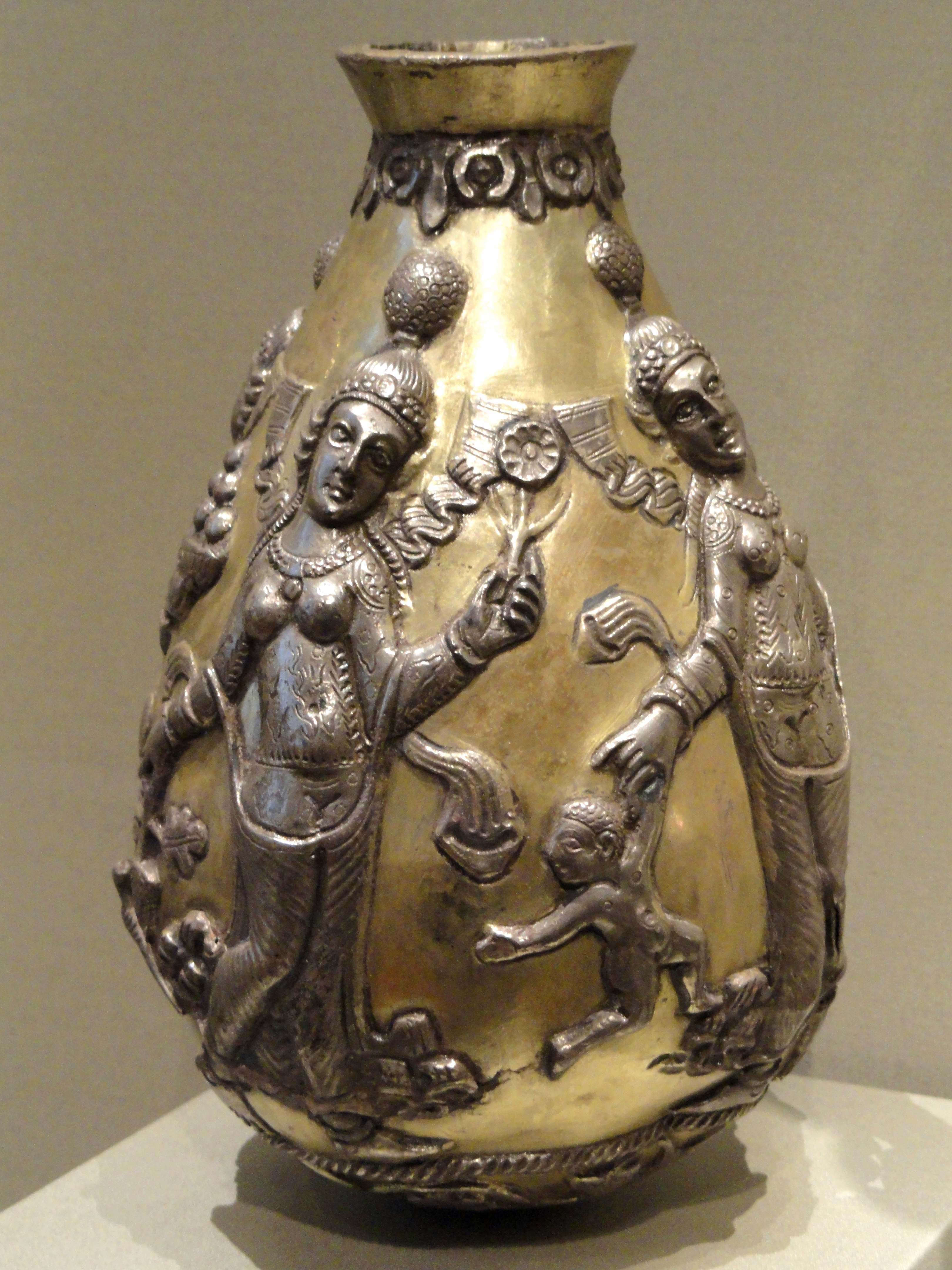
約鑄造於公元300年－500年間的鍍金銀容器，瓶上的女舞者可能是祆教酒神的宗教形像，或是希臘酒神狄俄倪索斯的崇拜者
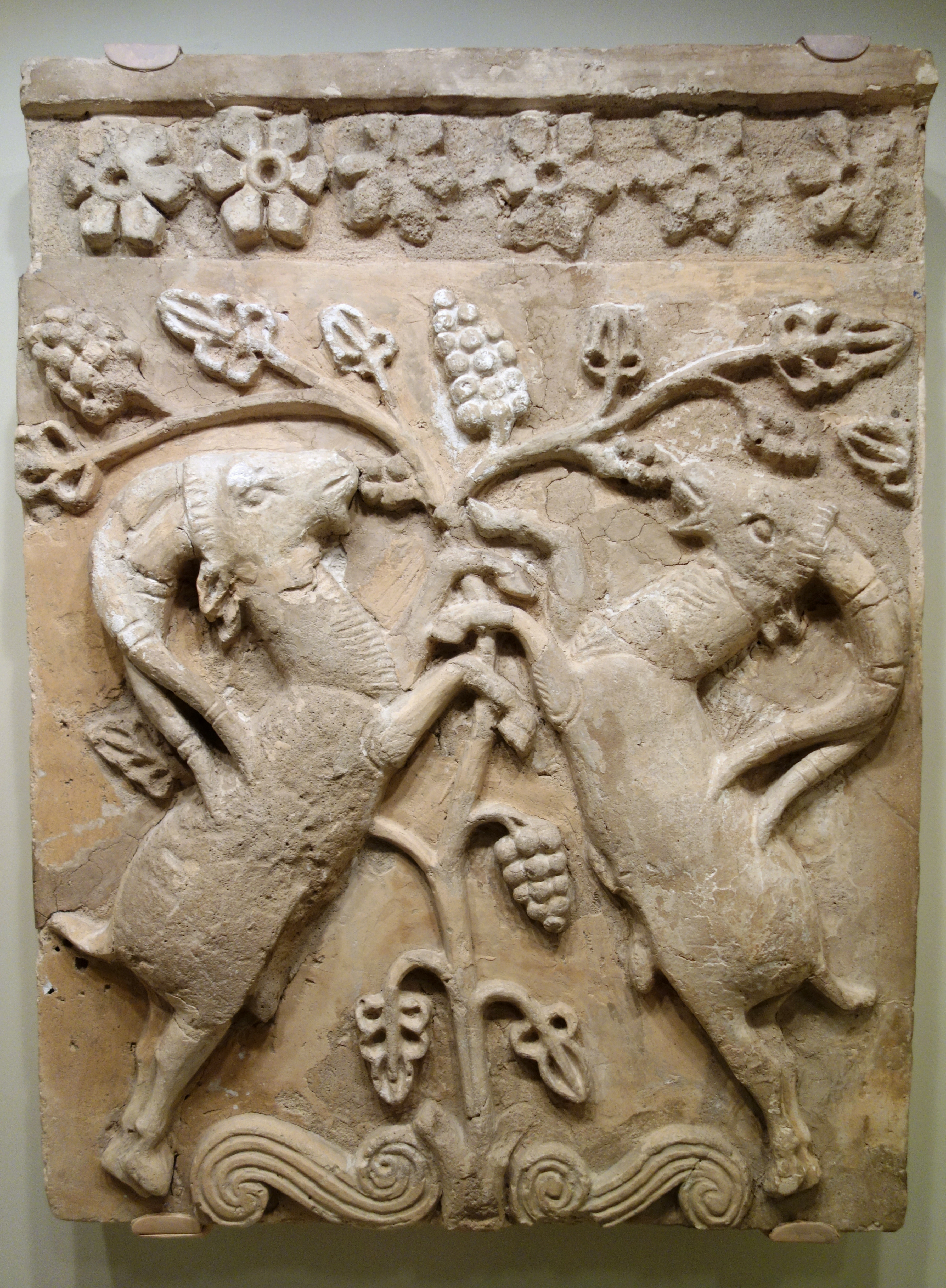
製作於公元5或6世紀的粉飾灰泥浮雕，題材為象徵不朽的生命之樹以及兩隻相對的野山羊，浮雕曾經塗有色彩現已不存
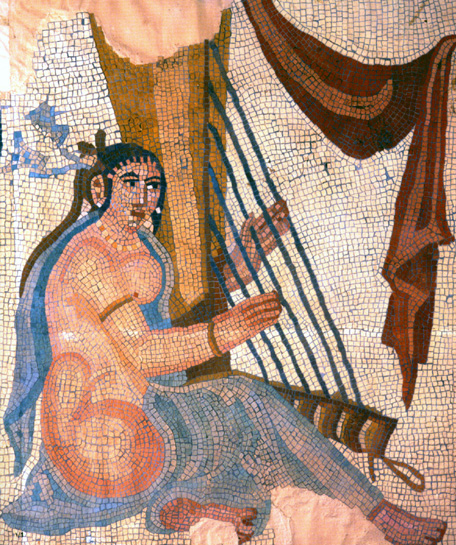
比沙普爾（英语：Bishapur）的馬賽克拼貼，描繪的是一名正在演奏角豎琴（英语：Angular harp）的音樂家